# Släktforskning i Sverige
Släktforskning eller genealogi i Sverige bedrivs i huvudsak av privatpersoner med avsikt att spåra sitt eget biologiska ursprung och sin egen biologiska släkt, och inom hembygdsforskning. Det förekommer även professionell släktforskning, som uppdragsforskning åt andra personer eller som ett led i skrivandet av biografier för encyklopedier. Vidare förekommer släktforskning som hjälpvetenskap i vetenskapliga utredningar av sjukdomars ärftlighet, historisk forskning, med mera. 
Svenska språket har en relativt omfattande släktskapsterminologi vilket kan tolkas som att släktskap har haft stor samhällsbetydelse i Sverige under historien. Det är, i en internationell jämförelse, relativt lätt att släktforska i Sverige, eftersom arkivmaterial är välbevarat till följd av långa tider av fred.

## Originalkällor
Liksom i ett antal andra länder i västvärlden finns folkbokföring tillgänglig i Sverige sedan tiden kring 1600-talet. I Sverige fördes de mest detaljerade registren av statskyrkan. Man kan följa husförhörslängder allmänt i Sverige sedan 1670-talet, och i Västmanland och Dalarna ända från 1620-talet. Kyrkoböckerna kan ses som prästernas redovisning av sitt arbete. Svenska kyrkans församlingar ålades att föra ytterligare kyrkoböcker i Karl XI:s kyrkolag 1686, bland annat i syfte att hålla räkning på antalet soldater som togs ut genom ständiga knektehållet och den utskrivning som infördes 1682. De kyrkoböcker som främst används av släktforskare är födelse-, döds- och vigselböcker samt in- och utflyttningslängder. Dessa länkades samman i husförhörslängden, vilken år 1895 ersattes av församlingsboken. Majoriteten av kyrkoböckerna finns än idag bevarade hos landsarkiven. 
Folkräkning i Sverige har genomförts regelbundet av svenska staten sedan 1749, ofta vart tionde år. Lagen om att bouppteckningar ska upptecknas efter en avliden kom 1734. För att komma längre tillbaka än 1600-talet bland allmogen krävs mer avancerad forskning i svårtillgängligt material såsom mantalslängder (sedan 1642), Älvsborgs lösen (sedan 1571), skattelängder (sedan 1530) och domböcker. Med detta material kan man ibland komma ner till kring år 1500, och med medeltidsbrev i enstaka fall till kring år 1200.
Svensk adel finns nedtecknad i ättartavlor och adelskalendrar utgivna sedan 1854. Sjömän finns i sjömanshusens arkivmaterial sedan 1774. Soldater finns registrerade i arméns rullor sedan 1620, flottans arkiv sedan 1642 och generalmönsterrullor sedan 1680-talet.  Präster finns nedtecknade i herdaminnen sedan 1500-talets reformation. Universitetsutbildade personer finns nedtecknade sedan medeltiden.  
I äldre verk nämns spekulativa släktband till medeltida riddare och till järnålderns mytiska svenska sagokungar såsom Ynglingaätten, Skjöldungar och Björn Järnsidas ätt, som enligt traditionen ska ha regerat i olika landsdelar på vikingatiden och dessförinnan, men som inte kan stödjas av samtida källor. Än idag cirkulerar dessa mytiska namn på vissa släktforskningsdatabaser. 
Under 2000-talet har det blivit möjligt att använda DNA-släktforskning för att genetiskt kartlägga svenskarnas ursprung i historiska och förhistoriska kulturer och migrationsströmmar, och för att bevisa eller motbevisa spekulativa släktled.

## Svensk genealogis historia och institutioner
Klassiska släktforskningsverk är släktutredningen över den norrländska Bureätten av Johan Bure (1568-1652), samt den finska Genealogia Sursilliana av Johannes Terserus (1605-1678), båda släkterna med förgreningar till både allmoge och frälse i Västerbotten på 1500-talet, och senare till fler delar av Sverige och Finland.

### Föreningar för personhistoria och genealogi
Det i slutet av 1800-talet bildade Personhistoriska Samfundet (tidigast kallat Svenska Autografsällskapet) hade från början och långt fram i tiden genealogin som en del av sin huvudinriktning; under senare år har detta tonats ned och samfundets publikation Personhistorisk tidskrift tar inte längre in artiklar med genealogiskt innehåll. Den äldsta rena släktforskarföreningen är Genealogiska Föreningen som grundades 1933, har sitt säte i Stockholm och sedan 1950 ger ut tidskriften Släkt och Hävd. Under de följande decennierna bildades en rad regionala genealogiska föreningar, anslutna till huvudföreningen i Stockholm, och under främst tiden från 1970-talet bildades en stor mängd lokala och regionala föreningar oberoende av GF. En sådan förening var Genealogisk Ungdom som under 1970-talets slut och 1980-talets början tog initiativ till en rad publikationsserier.
Föreningen för datorhjälp i släktforskningen (DIS) har sedan bildandet i Linköping 1980 startat 8 regionföreningar som täcker respektive region inom Sverige. Föreningen har sedan 1982 utvecklat programmet DISGEN. Föreningen driver också flera andra webbaserade tjänster, bland annat DISBYT som är en släktdatabas.
Under första hälften av 1980-talet diskuterades vad som uppfattades som en mer tidsenlig gemensam svensk organisation och på initiativ från kretsar inom bland annat Genealogisk Ungdom och Genealogiska Föreningen bildades Sveriges Släktforskarförbund 1986. Genealogisk Ungdom sammansmälte med förbundet och avsikten var att även GF skulle göra det, men eftersom vissa kretsar inom GF:s ledning motsatte sig ett samgående avbröts processen och GF förblev självständigt och stod ända fram till år 2000 utanför förbundet, medan nästan alla andra svenska släktforskarföreningar inträdde som medlemsföreningar i förbundet, däribland de som tidigare hade varit anslutna till GF.

### Mikrofilmning och skanning av folkräkning

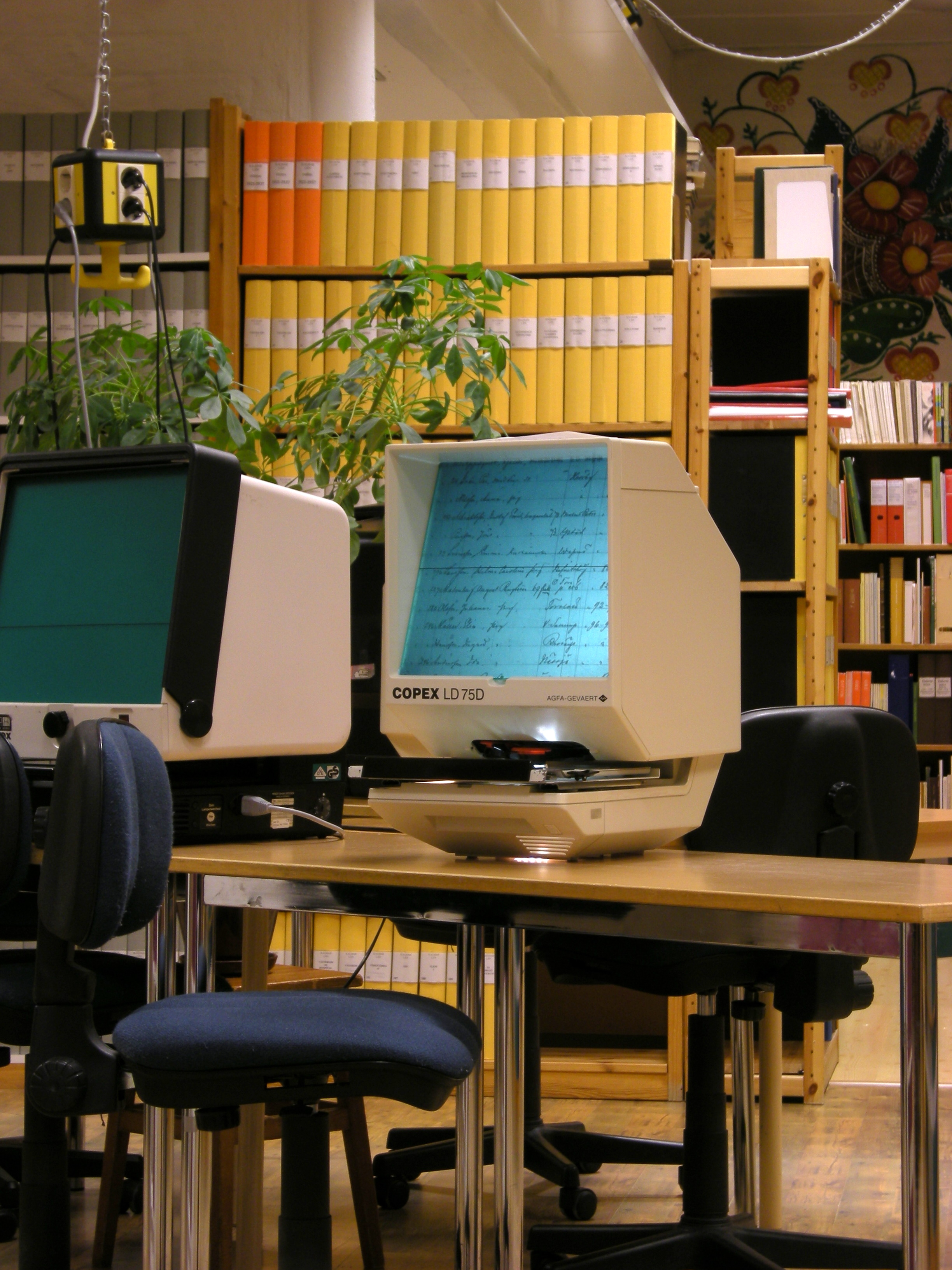
Mikroficheläsare hos Släktforskarnas hus i Leksand.

I Jesu Kristi kyrka av sista dagars heligas - alltså den grupp som i dagligt tal ofta kallas "mormoner" - lära ingår, att nu levande personer kan utföra "dop för de döda", ställföreträdande dop, i avlidna människors namn. Därför uppmuntrar kyrkan sina medlemmar att släktforska. Kyrkan har mikrofilmat folkbokföringsmaterial över hela världen. Däribland finns de delar av svenska kyrkoarkiv som är släktforskarnas basmaterial: husförhörslängder, flyttningslängder samt födelse-, vigsel- och dödböcker. Filmningarna skedde under 1950-talet på de svenska landsarkiven, som vid denna tid förvarade kyrkobokföringsmaterial från äldsta tid fram till ca 1895.
I samband med den s.k. mormonfilmningen fick svenska Riksarkivet ett exemplar av varje mikrofilm. Från denna arkivfilm har sedan en "masterfilm" gjorts, utifrån vilka ytterligare kopior har producerats. Detta har gjort det möjligt för privatpersoner att beställa hem kopior av kyrkböckerna på mikrofilm eller mikrokort, så att de har kunnat bedriva släktforskningen hemifrån, och därmed sluppit att åka till landsarkiven för att forska. Under senare decennier har detta ombesörjts av Riksarkivets digitala forskarsal, före detta SVAR. De gamla rullfilmerna har senare överförts till mikrokort (mikrofiche) som förmedlats av SVAR. 
Under det första decenniet av 2000-talet har uthyrningen av mikrokort nästan upphört, och SVAR har övergått till att publicera skannade kopior av mormonfilmerna på sin webbplats. Även andra skannade arkiv och register som kan vara till gagn för släktforskare tillhandahålls där, exempelvis jordeböckerna (cirka 1630 till 1750) och mantalslängderna (1642 till 1820). Till skillnad från i grannländer krävde tillgång till inskannat statligt arkivmaterial länge abonnemang, men Riksarkivets/Svars webbplats sok.riksarkivet.se blev fritt tillgänglig från den 1 februari 2018 enligt riksdagsbeslut. 
Samtidigt har även ett privat företag, Genline (en del av Ancestry), skannat nästan alla de ursprungliga mormonfilmerna och gjort dem tillgängliga via sin abonnemangstjänst på internet. Genline har idag den största mängden inskannade svenska kyrkböcker. 
Företaget Arkiv Digital AD AB påbörjade 2004 projektet att nyfotografera kyrkböckerna och andra för släktforskare relevanta arkiv digitalt och i färg, till skillnad från mormonfilmerna som är i svart-vitt. Arkiv Digitals bilder tillhandahålls via internettjänsten AD OnLine. Arkiv Digital AD AB köpte den 1 juli 2008 upp företaget Digiarkiv, som har publicerat kyrkoböcker på cd-skivor. Bildarkivet som Arkiv Digital förfogar över omfattar ännu inte material från alla landsarkivdistrikt.
Kyrkoarkiven från åren efter ca 1895 håller sedan 1990-talet på att levereras till landsarkiven. Detta folkbokföringsmaterial har alltså inte mikrofilmats av mormonerna. Till en början mikrofilmades volymerna av SVAR i samband med leveranserna från pastorsexpeditionerna, men sedan 2003 har man övergått till digital skanning. De skannade volymerna publiceras av SVAR med varierande sekretessgränser. Församlingsböcker och födelseböcker publiceras när de senaste anteckningarna är 85 år gamla, medan 70 år gäller för dödböcker. Flyttningslängder publiceras fram till senast år 1980, och samma sak ska normalt gälla för vigselböcker, men där har sekretessgränsen i praktiken ofta satts vid övergången från lysnings- och vigselböcker till äktenskapsböcker år 1969. SVAR har även inlett arbetet med att konvertera de mikrofilmade delarna av materialet till skannade bilder. Även Arkiv Digital fotograferar 1900-talsmaterial, men bara sådant som är 70 år och äldre. Företaget tillämpar ingen ytterligare sekretess vid publiceringen av detta material.
Tabellverket, senare Statistiska centralbyråns avdelning för befolkningsstatistik, har regelbundet sammanställt folkräkning med register över befolkningen, ofta var tionde år, mellan 1749 och år 1900, utifrån Svenska kyrkans folkbokföring. De baseras på Församlingsutdrag 1860–1940, som är avskrifter av kyrkböckerna och finns inskannade hos Riksarkivet för åren 1860 till 1940. Dessa är alltså andrahandskällor. 
SCB-utdrag Födda-Vigda-Döda 1860-1949 finns inskannade hos Riksarkivet och hos Arkiv Digital.

### Sökbara folkbokföringsregister
Skatteverket registrerar årligen mantalslängd för hela Sverige befolkning. Denna ligger till grund för de personuppgifter för nu levande personer som hittas via webbplatser som birthday.se och ratsit.se. 
Personuppgifter för hela Sveriges befolkning har funnits i datoriserade register sedan 1971. Databaser med utdrag ur 1971, 1981 och 1991 års digitala mantalslängder har utgivits på CD-ROM av Sveriges Släktforskarförbund respektive SVAR. Sveriges folkräkning (baserat på SCB:s folkräkningar, se ovan) finns tillgängliga som sökbara databaser online hos Riksarkivet för år 1860 (vissa regioner), 1870, 1880, 1890, 1900, 1910 och 1930 (vissa regioner). Sveriges befolkning finns hos den kommersiella tjänsten Arkiv Digital för år 1940, 1950, 1960, 1970, 1975, 1980, 1985 och 1990, samt för Stockholms stad 1945.
Släktforskarförbundet har även utgivit CDROM-skivan "Sveriges dödbok", med uppgifter om avlidna från och med 1830 (från och med 1815 i versionen som släpps 2023). Uppgifter om vem som är begravd i samma grav finns i Dvd:n Begravda i Sverige 2. Vissa regionala gravregister finns också publicerade på internet.
Databasen Befolkningen i Sverige 1800 till 1947 (ursprungligen 1880-1920) innehåller indexerade (manuellt avskrivna) husförhörslängder eller församlingsböcker mellan de åren. Databasen är skapad i samarbete mellan Arkiv Digital och den israeliska släktforskningsdatabasen Myheritage, och är tillgänglig via båda dessa kommersiella tjänster. 
Mormonkyrkan i USA har skrivit av uppgifter från kyrkböcker i olika länder till en egen släktforskningsdatabas, FamilySearch(en), som är öppet tillgänglig för allmänheten. Databasen innehåller mer än 66 miljoner namn, men har lidit av många fel i årtal och stavning av namn. Den bör som andrahandskälla behandlas med stor försiktighet och bara användas som uppslag för vidare forskning.
Innehållet i kyrkböcker från 1700- och 1800-talen för vissa socknar i Norrland har funnits sökbara via den äldre tjänsten Indiko (del av  Demografiska databasen vid Umeå universitet), för Stockholmsregionen i Rotemansregistret och för Sydsverige i Demografisk databas södra Sverige. 
Många av dessa CD/DVD-skivor och inloggningsskyddade webbplatser finns fritt tillgängliga i särskilda lokaler för släktforskare, ofta i större bibliotek, samt för universitetsstudenter via universitetsbibliotekens webbplatser.

### Uppgifter som kan beställas från arkiv och myndigheters register
Man kan kontakta en rad myndigheter för att fråga om offentliga uppgifter i olika databaser, och beställa kopior ur arkiv, eller själv besöka arkiven. Några exempel:
Skatteverket kan svara på frågor om nu levande personer enligt personens personbild, exempelvis personnummer, bostadsort, civilstånd, medborgarskap, samt föräldrars och barns personuppgifter. I Äktenskapsregistret finns makars personuppgifter från och med 1921.
Landsarkiven kan utföra en släktutredning mot avgift. Landsakriven förvarar bland annat kyrkoböcker, och från 1947 och framåt personakter, där Svenska kyrkan har antecknat personers flytt inom landet, födelseort, yrke, föräldrars och barns personuppgifter, samt ut- och invandring. Kopior kan beställas via riksarkivet.se. Uppgifterna är emellertid andrahandsuppgifter som kan innehålla fel eller vara inkompletta, men de underlättar släktforskares sökande efter uppgifter.
I bouppteckningar framgår bland annat vilka bröstarvingar den avlidne hade. Bouppteckningar från 1900-talets början har skannats in av arkivdigital.se.  Bouppteckningar upprättade före 1 juli 2001 förvaras på landsarkiven, och kan beställas via riksarkivet.se. Bouppteckningar efter 2001 förvaras hos Skatteverket. Skatteverket har en automatisk tjänst, där bouppteckningar från och med 1 juli 2001 kostnadsfritt kan beställas automatiskt per mail, och Riksarkivet har också en motsvarande tjänst för alla bouppteckningar registrerade fr o m 1 januari 1980.
Kommunarkiven förvarar bland annat socialnämndernas adoptionshandlingar sedan 1918, och betygskataloger sedan 1880-talet till idag.
Landstingsarkiven förvarar dokument, ofta sedan landstingens tillkomst på 1880-talet, bland annat äldre patientjournaler, som dock delvis kan vara sekretessbelagda. Uppgifter om okänd fader kan ibland hittas i Förlossningsjournaler och barnmorskeböcker.
Krigsarkivet förvaras hos riksarkivet och innefattar bland annat inskrivningslängder från 1902 till 1918, och stamkort för personer som gjorde sin värnplikt mellan 1919 och 1969. Där framgår tid för värnplikten, tjänstgöring, grundutbildning, repövningar och anstånd.

### Privatpersoners publicering av släktforskning
Många privatpersoner och släktforskarföreningar har skapat ett stort antal cd-skivor och USB-minnen som man säljer, eller har gjort sin släktforskning fritt tillgänglig på webben. Sökning efter gamla släktingar med Google kan därför ofta ge träffar i andras släktforskning. Sökning av släktingar med Google ger även träffar i Sveriges Släktforskarförbunds diskussionsforum Anbytarforum, där diskussioner har pågått under decennier om specifika orter och släkter. 
Det är vanligt att privatpersoner matar in sin släktforskning i släktforskningsprogram, dvs databaser speciellt utformade för ändamålet. De flesta släktforskningsprogram kan spara i filformatet GEDCOM, vilket gör att man kan exportera och ibland importera sin släktforskning från ett datorprogram till ett annat. Flera av programmen kan också publicera släktforskningen i form av webbsidor. Detta kräver att man har tillgång till en webbserver, exempelvis på ett webbhotell. 
Det finns ett flertal webbplatser för släktforskning, där privatpersoner kan publicera och utbyta släktforskning med varandra, eller kan länka in sitt släktträd i ett större träd. En lite äldre svensk databas för att utbyta svensk släktforskning är Disbyt. De största svenska online-databaserna är ancestry.se, geneanet.se och genvagar.se. Större internationella exempel som används av svenskar är myheritage, Geni.com(en) samt kostnadsfria WikiTree(en). Vissa av dem utgör även sociala nätverk för att umgås elektroniskt med släktingar och släktforskningsvänner, erhålla påminnelser om födelsedagar, med mera. Genealogiska sociala nätverk kallas ibland Family 2.0-tjänster, som anspelning på att sociala nätverk är exempel på Web 2.0-tjänster.  Ibland publiceras även uppgifter om nu levande personer på dessa sajter, vilket kan vara brott mot GDPR.
Flera av webbplatserna samarbetar kring funktionen smartmatches, exempelvis myheritage, Geni.com(en), WikiTree(en) och FamilySearch(en), så att användare automatiskt får meddelanden när en person i ett släktträd också ser ut att finnas i någon av de andra databaserna. Funktionen indikerar vilka personuppgifter som skiljer mellan träden. Tjänsten smartrecords söker på samma vis i folkbokföringsdatabaser från olika länder, däribland svenska Arkiv Digitals indexerade kyrkböcker (tjänstens Befolkningen i Sverige 1800 till 1947). Tilläggsverktyg från tredjepartsleverantörer finns för att kopiera uppgifter om avlidna personer mellan träden. Att kopiera bilder och längre löpande text kan emellertid vara upphovsrättsintrång. Många fel uppstår och sprids på dessa sajter när man kopierar andras släktforskning utan att kontrollera originalkällor, när man felaktigt slår samma släktgrenar med liknande namn eller när man kopierar data från husförhörslängd utan att kontrollera vilka som är föräldrar i födelselängden.  
Viktigt är därför att vara särskilt skeptisk när man bygger sin forskning på andras forskning, att man jämför olika källor, och att man är noggrann med att uppge originalkällor så att uppgifterna kan verifieras. Tyvärr saknar några av programmen särskilt fält för att registrera källor. Felaktiga uppgifter kan spridas till många släktträd genom en rundgång mellan källorna, och utan uppgift om den ursprungliga källan är det svårt att spåra var uppgiften kommer ifrån. Flera av programmen kan automatiskt varna för orimligheter kring datum, med mera, vilket kan vara tecken på allvarliga fel i ett släktträd.

## Medeltidsgenealogi
Medeltidsgenealogin bygger främst på medeltida juridiska dokument, diplom eller brev, handskrivna på pergament eller papper eller på senare avskrifter av sådana. "Brev" kallas ett sådant dokument, då det har formen av ett öppet brev, riktat till var och en som läser det eller hör det läsas upp. Den största samlingen sådant material finns i Sverige i Riksarkivet, men även andra arkiv och bibliotek, såsom landsarkiven och universitetsbiblioteken, har samlingar av medeltida pergaments- och pappersbrev. Ett försök att kritiskt och systematiskt ge ut medeltida brevmaterial har sedan 1800-talets första hälft gjorts i urkundssamlingen Svenskt Diplomatarium (Diplomatarium Suecanum), vars redaktion idag är en avdelning inom Riksarkivet. SD:s utgåva har ännu inte nått längre än till 1300-talet, men diplomatarieredaktionen besitter även ett kartotek över samtliga i original eller avskrift kända medeltidsbrev, nu tillgängligt i en sökbar databas på webben.
I äldre tid, främst under 1500-, 1600- och 1700-talen konstruerades ofta på lös grund genealogier avsedda främst att stärka den egna släktens eller uppdragsgivarens släkts prestige. Dessa levde länge kvar i litteraturen och återfinns exempelvis i rikt mått ännu i Gabriel Anreps utgåva av ättartavlor för adeln i Sverige från 1800-talets mitt, där vissa svenska adelssläkter spåras tillbaka till mytologiska gestalter. Dessa genealogier, liksom många som är mindre spektakulära men likväl felaktiga, har av källkritiska forskare och med stöd i primärkällor, successivt utmönstrats ur den seriösa genealogiska litteraturen, men vissa lever ett liv vid sidan av denna som en sorts genealogins svårutrotliga ogräs, närt av naivitet och önsketänkande, och sprids framförallt över Internet. Det mest kända exemplet på detta är den så kallade Bureättens påstådda härstamning tillbaka till en på en runsten nämnd person som skall ha levt på 900-talet. Den som inte själv har de kunskaper som krävs för att ta sig an medeltida källor, bör konsultera nyare litteratur som bygger på sådant material och alltid ställa sig skeptisk till mer spektakulära anspråk eller påståenden. Exempel på mycket omfattande släktutredningar med medeltida rötter är, förutom Bureätten, även Genealogia Sursilliana (Finlandssvenska prästsläkter med Umeårötter), samt Gorm den gamle, kung av Danmark på 900-talet. 
I Medeltidsgenealogin återfinnes ofta rötter i bland annat svedjefinnar[källa behövs] och olika smedssläkter [källa behövs]), vissa av dem inflyttade tyskar och valloner.
Medeltidsgenealogisk forskning har främst bedrivits av skolade medeltidshistoriker, något som sammanhänger med de förkunskaper som krävs inom områden som medeltidslatin och medeltida rättshistoria. Betydande insatser har i senare tid gjorts av exempelvis rättshistorikern professor Jan Eric Almquist och förre redaktören vid Svenskt biografiskt lexikon, fil. dr Hans Gillingstam.

## DNA-släktforskning i Sverige
Nätverket Svenska Sällskapet för Genetisk Genealogi (SSGG) grundades 2014 och sprider information om släktforskning med hjälp av DNA-test, bland annat via facebookgruppen DNA-anor.

## Svensk genealogisk litteratur

### Periodica
- Genealogiska föreningens släktböcker. Stockholm: Genealogiska föreningen. 1937-. Libris 3737879
- Skrifter. Stockholm: Genealogiska föreningen. 1938-1993. Libris 3680604
- Släkt och hävd : tidskrift. Stockholm: Genealogiska föreningen. 1950-. Libris 8262719
- Släktforskarnas årsbok. Stockholm: Sveriges släktforskarförbund. 1995-. Libris 8226917
- Släkthistoriska studier. Sundbyberg: Genealogiska Föreningen. 2022-. Libris hxw0n98sfvkrwfp7. https://publicera.kb.se/shs/
- Släkthistoriskt forum. [Sundbyberg]: Sveriges släktforskarförbund. 200?-. Libris s56njn8hqgtll512. https://www.rotterbokhandeln.se/product.html/slakthistoriskt-forum---aldre-nummer?category_id=33
- Svensk genealogisk tidskrift. Järfälla: Svenska genealogiska samfundet. 2007-. Libris 10349591
- Svenska släkter : tidskrift. Stockholm: Genealogiska föreningen. 1979-1985. Libris 410934
- Årsbok. Bromma: Sveriges släktforskarförbund. 1988-1994. Libris 767504

### Allmänt
- Bengt Hildebrand, Handbok i släkt- och personforskning. D. 1, Metodlära, medeltidsförhållanden, historiografi och bibliografi. Stockholm 1961. Fortfarande metodologiskt grundläggande för all genealogisk forskning. Ger översikt över forskningshistoria, metodfrågor och dittills utkommen litteratur.
- Per Clemensson och Kjell Andersson, Släktforska! steg för steg. Avsedd både för självstudier och grupparbete. I ett stort antal faktarutor får vi dessutom ta del av nyttig samhälls- och kulturhistoria, som är nödvändig att känna till för att förstå de gamla böckerna.
- Henrik Anderö, Läsebok för släktforskare (1979-, senaste utgåva, reviderad av Elisabeth Thorsell, utgiven 2004). Grundläggande introduktion till handskriftsläsning som även används i universitetskurser i historia.
- Henrik Anderö, Ordbok för släktforskare (1983-, senaste uppl. 2002, senaste utgåvorna omarbetade av Kent Andersson) ISBN 91-534-2365-8.

### Medeltidsgenealogi

#### Allmänt och bibliografiskt
- Bengt Hildebrand, Handbok i släkt- och personforskning. D. 1, Metodlära, medeltidsförhållanden, historiografi och bibliografi. Stockholm 1961. Redan nämnd ovan. Hildebrand hann bara ge ut första delen av planerade två, och denna rör främst medeltidsgenealogin.
- Den av Anders Winroth sammanställda käll- och litteraturförteckningen i slutet av nedan nämnda Äldre svenska frälsesläkter, band 1, häfte 3 (1989), kan användas som vägledning till äldre litteratur.

#### Enskilda släkter
- Äldre svenska frälsesläkter, utg. Folke Wernstedt m.fl. Stockholm 1956-. Standardverket för medeltida frälsesläkter. Hittills utgiven i ett helt band och ett häfte av band 2. Detta omfattar, med något undantag, sådana släkter som utslocknade före Riddarhusets tillkomst och därför saknas hos Elgenstierna. Medtagna är endast högfrälse släkter, definierade såsom sådana där någon medlem har varit riksråd.

Under medeltiden uppträdande frälsesläkter som kvarlevat ännu under nyare tid och hunnit bli introducerade på Riddarhuset återfinns i:
- Gustaf Elgenstierna, Den introducerade adelns ättartavlor. 1-9. Stockholm 1925-1936. Elgenstiernas sammanställning av riddarhusstamtavlorna är ofta föråldrad och behöver då kompletteras med senare publicerade artiklar i de olika tidskrifter som är relevant för området.

Allmänt rekommenderas:
- Svenskt biografiskt lexikon. De medeltidsgenealogiska släktartiklarna i SBL, vilka sedan 1950-talets mitt alltid är författade av medeltidsgenealogen fil. dr Hans Gillingstam när inte någon annan författare anges (Gillingstams släktartiklar var länge osignerade, men är i senare volymer signerade HG-m) bygger i regel på ny forskning i originalkällor eller ger referenser till nyare litteratur på området. Här återfinns även många släkter som saknas i Äldre svenska frälsesläkter.

### Nyare tidens genealogi
- Gustaf Elgenstierna, Den introducerade adelns ättartavlor. 1-9. Stockholm 1925-1936. (Se ovan.)
- Victor Örnberg, Svensk slägt-kalender, årgång 1-4, och Svenska ättartal, årgång 1-14, 1885-1908. Innehåller mest högreståndssläkter.
- Svenskt biografiskt lexikon. Många släktartiklar med käll- och litteraturförteckningar.
- på Projekt Runeberg.
- Svenska släktkalendern. Började utges 1911 (årgång 1912) på initiativ av Gustaf Elgenstierna, och utkommer med oregelbundna mellanrum (oftast 2-5 år). Senaste utgåvan kom 2012.
- Sveriges Ridderskap och Adels kalender. Årgång 105 gäller år 2007. Innehåller alla idag existerande svenska adelssläkter. ISBN 91-631-4147-7 (årgång 103), ISBN 91-7285-062-0 (årgång 102), ISBN 91-971722-2-7 (årgång 101).

## Organisationer
- Sveriges Släktforskarförbund
- Föreningen Släktdata
- Föreningen för datorhjälp i släktforskningen
- Genealogiska Föreningen
- Personhistoriska Samfundet
- Skånes Genealogiska Förbund
- Svenska Genealogiska Samfundet
- Genealogiska Samfundet i Finland